# 巴拿马狸藻
巴拿马狸藻（学名：Utricularia panamensis）为狸藻屬小型食虫植物。其种加词“panamensis”来源于其发现地巴拿马。巴拿马狸藻为巴拿马的特有种，仅分布于模式产地及同一地区的数个地点。1977年，彼得·泰勒最先将其描述为“Utricularia sp.”。1986年，则正式发表了巴拿马狸藻的描述。

## 外部連結
维基共享资源上的相關多媒體資源：巴拿马狸藻
 維基物種上的相關：巴拿马狸藻